# Jowita
Jowita è un film del 1967 diretto da Janusz Morgenstern.

## Trama
Marek Arens è un giovane e rinomato atleta, architetto e tombeur de femmes. Un giorno Marek incontra una ragazza dal volto velato a una festa in maschera e ne rimane affascinato. La ragazza, che gli dice di chiamarsi Jowita, lo lascia con la promessa di rivederlo all'uscita, ma con grande rammarico di Marek non si presenta all'appuntamento. Ossessionato dall'immagine misteriosa di Jowita, e stregato dai suoi occhi, Marek si mette sulle sue tracce: riesce a rimediare qualche dritta da amici e conoscenti, e si procura persino una foto della ragazza velata. Una sera, a una festa con altri atleti, Marek conosce Agnieszka, la nipote del presidente del club in cui il ragazzo si allena. Agnieszka gli confessa di essere la migliore amica di Jowita, la quale nel frattempo è partita per l'estero.
Pur essendo un atleta di successo, Marek è costantemente insoddisfatto. L'unica scintilla che gli provoca una qualche emozione è la foto di Jowita che custodisce con premura. Né gli sproni del suo allenatore, né  la sua relazione con Agnieszka gli sono di sollievo. Di ritorno da una serata al teatro, cede alle avance di Helena, la moglie del suo allenatore, e viene colto in flagrante da Agnieszka, che decide così di allontanarsi. Dopo aver avuto un rapporto sessuale anche con la sua collega Dorota, si ritrova da solo a casa sua a guardare le vecchie registrazioni di quando praticava la boxe. Nel filmato nota il volto della prostituta Lola Fiat 1100, ritenuta responsabile del suicidio del suo allenatore di boxe. Marek sente il peso del suicidio del suo allenatore in quanto la sera prima della sua morte, l'uomo aveva provato a chiamare Marek più volte ma questi lo aveva volutamente ignorato perché si trovava insieme a una ragazza conosciuta qualche ora prima e mai più rivista.
Quella sera stessa, Marek rintraccia Lola e tenta di aggredirla, ma desiste poco prima di colpirla. Il poliziotto che interviene sul posto conosce Marek, poiché suo vecchio compagno di allenamenti, e vorrebbe riaccompagnarlo a casa senza rendere effettiva la denuncia ai suoi danni. Marek, invece, capisce che l'unico modo per andare avanti nella sua vita è ricominciare da zero e insiste per essere portato in caserma e poi condannato.
Agnieszka, avendo saputo che Marek è detenuto, lo incontra per dirgli che si sta per sposare e gli confessa che era lei Jowita.

## Produzione
Il film è un adattamento del romanzo Disneyland dello scrittore Stanislaw Dygat.

## Riconoscimenti
Janusz Morgenstern ha vinto il premio come miglior regista al Festival internazionale del cinema di San Sebastian nel 1967.